# Crnatovo
Crnatovo (cyr. Црнатово) – wieś w Serbii, w okręgu jablanickim, w gminie Vlasotince. W 2011 roku liczyła 106 mieszkańców.